# Straßenbahn Busan
Die Straßenbahn Busan ist ein geplantes Beförderungssystem in Busan. Das Straßenbahnsystem soll aus einer unverzweigten Strecke mit einer Länge von 24,21 Kilometern bestehen. Es soll keine Oberleitung zur Anwendung kommen. Nach früheren Plänen mit Akkumulatortriebwagen von Hyundai Rotem ist inzwischen der Einsatz von Brennstoffzellentriebwagen geplant.

## Geschichte

### Situation vor den ersten Planungen
Bis zur Eröffnung der Ersten U-Bahn-Linie 1985, bestand das Transportsystem von Busan ausschließlich aus Buslinien. Mit der Eröffnung von U-Bahn-Linien, wollte man die Buslinien, sowie auch die Straßen entlasten. Durch Erweiterungen und Neueröffnungen von U-Bahn-Linien, schloss man viele Stadtteile an das Beförderungsnetz an. Trotz der vielen U-Bahn-Erweiterungen die vorgenommen wurden, konnte der Straßenverkehr insgesamt nicht gesenkt werden.

### Erste Straßenbahn-Planungen (ab 2013)
Seit Anfang 2013 wurden in Städten, die eine ähnliche Problematik besaßen, Straßenbahnlinien geplant und der Bau von Straßenbahnlinien beschlossen, um den Bus-Linienverkehr durch Umweltfreundlichere Straßenbahnen zu ersetzen. Im Juni 2018 wurden konkrete Straßenbahn-Projekte in Gyeonggi-do beschlossen.
In Busan entwickelte man ebenfalls Straßenbahnlinien-Projekte, um den Bus-Linienverkehr zu entlasten und teils ersetzen zu können. Anfang 2019 wurden die ersten beiden Straßenbahnlinien-Projekte zum Bau von der Stadtverwaltung Busans verabschiedet. Des Weiteren plant die Stadt, weitere Linien ins Netz mit aufzunehmen.
Verabschiedet wurde der Plan zum Bau der neuen Oryukdo- und Gangseo-Linie. Fertiggestellt werden soll die Oryukdo-Linie im Jahr 2022, die Gangseo-Linie soll Acht Jahre später, 2030 eröffnet werden. Die Oryukdo-Linie soll zunächst 1,9 km lang werden und 5 Haltestellen besitzen, später soll sie auf 5,1 km und auf insgesamt 8 Haltestellen erweitert werden. Die Gangseo-Linie soll 21,3 km lang werden und soll 24 Haltestellen anfahren.
| Farbe             | Linienname         | Linienname (Hangeul) | Ausgangstation(en) | Endstation(en)     | Anzahl der Stationen | Gesamtlänge (in km) | Bauzeitraum       |
| Straßenbahn Busan | Straßenbahn Busan  | Straßenbahn Busan    | Straßenbahn Busan  | Straßenbahn Busan  | Straßenbahn Busan    | Straßenbahn Busan   | Straßenbahn Busan |
| ----------------- | ------------------ | -------------------- | ------------------ | ------------------ | -------------------- | ------------------- | ----------------- |
|                   | Linie 1 (Oryuk-do) | 1호선, 오륙도선      | noch nicht bekannt | noch nicht bekannt | 8 (5)                | 5,15 km (1,9 km)    | –2022             |
|                   | Linie 2 (Gangseo)  | 2호선, 강서선        | Nammyeong          | Daejeo-Station     | 24                   | 21,3 km             | –2030             |

| Farbe             | Linienname         | Linienname (Hangeul) | Ausgangstation(en) | Endstation(en)    | Anzahl der Stationen | Gesamtlänge (in km) | Bauzeitraum       |
| Straßenbahn Busan | Straßenbahn Busan  | Straßenbahn Busan    | Straßenbahn Busan  | Straßenbahn Busan | Straßenbahn Busan    | Straßenbahn Busan   | Straßenbahn Busan |
| ----------------- | ------------------ | -------------------- | ------------------ | ----------------- | -------------------- | ------------------- | ----------------- |
|                   | Linie unbekannt    | X호선                | Hadan              | Nogsan            | n. b.                | 14,4 km             | 2018–2037         |
|                   | Linie 3 Jeongkwan  | 3호선 정관선         | Wolpyeongni        | Jhwacheonni       | n. b.                | 12,8 km             | 2019–2028         |
|                   | Linie 4 Songdo     | 4호선 송도선         | Jagalchi-Station   | Jangrim-Samgeori  | n. b.                | 7,3 km              | 2019–2028         |
|                   | Linie 5 Gijang     | 5호선 기장선         | Anpyeong-Station   | Ilkwangji-gu      | n. b.                | 7,1 km              | 2020–2029         |
|                   | Linie 6 C-Bay-Park | 6호선 C-Bay-Park선   | Jungang-Dong       | Busan-Volksgarten | n. b.                | 9,1 km              | 2021–2038         |
|                   | Linie 7 Shinjeong  | 7호선 신정선         | Nopo-Station       | Wolpyeong         | n. b.                | 10 km               | 2024–2034         |

Diese Pläne sahen den Einsatz von Akkumulatortriebwagen von Hyundai Rotem vor.

### Wasserstoffstraßenbahn-Planungen (ab 2025)
Die Umsetzung der vorgenannten Planungen kam schließlich nicht zustande. 2025 gab die Stadt stattdessen Pläne für ein neues Projekt bekannt, in welchem drei Linien der früheren Planung zu einer einzelnen, 24,21 Kilometer langen Strecke mit 41 Haltestellen zusammengefasst sind. Dabei ist der Einsatz von Brennstoffzellentriebwagen geplant. Sie wird auch Busan Port Line genannt, soll hauptsächlich ältere Stadtteile entlang der Küste verbinden und ungefähr 724 Billionen Südkoreanische Won kosten. Das Projekt soll auch zur Umsetzung des Konzepts der 15-Minuten-Stadt beitragen.